# 2017-es francia törvényhozási választások
A kétfordulós 2017-es francia nemzetgyűlési választásokat 2017. június 11-én és 18-án tartották, amelyen megválasztották Franciaország kétkamarás parlamentje alsóházának tagjait.
A francia törvények szerint erre a választásra röviddel az elnökválasztás után kerül sor, melynek két fordulóját 2017-ben április 23-án és május 7-én rendezték, és amelynek eredményeképp Emmanuel Macron lett az új államfő. A nemzetgyűlési választások fő tétje az volt, hogy az elnök mögött álló pártok – a szociálliberális En Marche és a François Bayrou-féle centrista Demokratikus Mozgalma (MoDem) – megszerzik-e a többséget a Nemzetgyűlésben, és ha igen, mekkorát. A Nemzetgyűlés választja ugyanis a kormányfőt, és ha az államfő és a kormányfő eltérő politikai párthoz tartozik, akkor az így létrejövő ún. „politikai társbérlet” (franciául cohabitation), a nézetkülönbségek sora lerontja a kormányzás hatékonyságát.
Az első fordulót Macron koalíciója nyerte, a szavazatok 32,3%-át besöpörve. A jobboldali Republikánusok 21,6%-ot szereztek, Marine Le Pen ultranacionalista Nemzeti Frontja pedig 13,2%-ot. Az elemzők ekkor úgy vélték, Macron pártjai akár kétharmados nemzetgyűlési többséghez juthatnak a második fordulóban. („Macron-mániáról” azonban nem lehetett beszélni, hiszen az alacsony részvételi arányból is következően csak minden tizedik francia szavazott az elnök pártjára.) Végül a mandátumok 60,66%-át szerezték meg, ezzel stabil többség jött létre az elnök mögött. A korábban meghatározó nagy francia pártok, mint a jobboldali Köztársaságiak és a baloldali Szocialista Párt, erősen visszaszorultak.
A 15. Nemzetgyűlés 2017. június 27-én 15 órakor (CEST) ült össze.

## Háttér

### 2012
A 2012-es törvényhozási választásokra június 10-én és 17-én került sor, röviddel azután, hogy az elnökválasztást a szocialista párti François Hollande nyerte. A törvényhozási választáson a baloldali erők többséget nyertek a törvényhozásban, a mandátumok 59%-át (341 mandátumot) szerezve, szemben a Nicolas Sarkozy akkori államfőt támogató pártok szerezte 40%-kal (229) mandátum. Hollande május 15-én esküdött fel. Kormányába a szocialisták mellett a Baloldali Radikális Párt (Parti radical de gauche, PRG) és a Zöldek kerültek. Az Ayrault-kormány 2014. március 31-ig volt hivatalban.

### 2014
2014 elején, miután a szocialista kormány támogatottsága meggyengült és a szocialisták vereséget szenvedtek a 2014-es helyhatósági választásokon, Hollande menesztette a miniszterelnököt, és Manuel Vallst nevezte ki kormányfőnek. Két hónappal később európai parlamenti választásokat tartottak, amelyen Franciaországban Marine Le Pen Nemzeti Frontja végzett az élen, és a szavazatok csaknem 25%-át megszerezve a 74 elérhető mandátumból 24-et szerzett meg. A fő ellenzéki párt, az Unió egy Népi Mozgalomért (UMP, 2015-től utódpártja a Republikánusok) 21%-ra esett vissza (20 mandátum), a szocialisták pedig 14%-ra (13 mandátum).
2014 augusztusában Hollande elnök arra kérte Vallst, hogy alakítsa át kormányát. Augusztus 27-én lépett hivatalba a második Valls-kormány.
A 2014-es szenátusi választásokon szeptember 28-án a középjobb UMP szerzett szenátusi többséget, és Gérard Larcher lett a szenátus elnöke.

## A választási rendszer
A nemzetgyűlés 577 tagját egyéni választókerületekben választják, kétfordulós rendszerben. Ha valamelyik jelölt az első fordulóban megszerzi a szavazatok több, mint 50%-át és a regisztrált szavazók több, mint egynegyedének megfelelő számú szavazatot, akkor győz és abban a választókerületben nem kell második fordulót tartani. Ha senki sem szerez ennyi szavazatot, a második fordulóba a két legtöbb szavazatot szerző jelölt kerül, és még azok a jelöltek, akik több, mint 12,5%-os eredményt értek el, ha vannak ilyenek. Ha senkinek sincs 12,5%-os, akkor a két legtöbb szavazatot szerzett jelölt jut tovább. Az 577 választókerületből 539 van az európai Franciaországban, 27 Franciaország tengerentúli megyéiben és területein, 11 pedig a külföldön élő franciáknak van fenntartva
A jelöltek május 15 és 18 közt jelenthették be az indulást a választáson. A hivatalos kampányidőszak az első forduló előtt május 22-től június 10-e éjfélig tart, a második forduló előtt pedig június 12. éjféltől június 17. éjfélig. A második fordulóban versenyben lévő jelöltek regisztrációs határideje június 13. 18:00 CEST. 2002 óta az elnökválasztásokat és a törvényhozási választásokat ugyanabban az évben, egymáshoz közel tartják, hogy csökkentsék a kohabitáció kockázatát.
Az első fordulós szavazásra Francia Polinéziában és Franciaország amerikai külképviseletein június 3-án, szombaton helyi idő szerint 08:00 és 18:00 között kerül sor, az Amerikán kívüli külképviseleteken pedig 4-én, vasárnap. A francia tengerentúli területeken (pl. Francia Guyana, Guadeloupe, Martinique, Saint-Barthélemy, Saint-Martin és Saint-Pierre és Miquelon) június 10., vasárnap 08:00 és 18:00 óra között szavaznak, helyi idő szerint. Az európai Franciaországban (és Mayotte, Új-Kaledónia, Réunion és Wallis és Futuna tengerentúli területeken) június 11-én vasárnap 08:00 és 18:00 vagy 20:00 között van a szavazás.

## Közvélemény-kutatások

### Grafikus összesítés
Első fordulós százalékok a felmérések átlagában:
- LO = Munkásharc (Lutte Ouvrière)
- NPA = Új Antikapitalista Párt
- PCF = Francia Kommunista Párt
- FI = Engedetlen Franciaország
- EELV = Európa Ökológia – A Zöldek
- PS = Szocialista Párt
- PRG = Baloldali Radikális Párt
- DVG = Vegyes baloldali
- REM = En Marche!
- MoDEM = Demokratikus Mozgalom
- UDI = Demokraták és Függetlenek Uniója
- LR = Republikánus Párt
- DVD = Vegyes jobboldali
- UPR = Köztársasági Népi Unió (Union populaire républicaine)
- DLF = Talpra Franciaország! (Debout la France)
- FN = Nemzeti Front (Front National)

### Első forduló
| A felmérés forrása                                                          | Adatfelvétel ideje           | Minta mérete | LO    | NPA                | PCF       | FI        | EELV | PS    | PRG   | DVG  | REM | MoDem | UDI  | LR    | DVD   | UPR  | DLF  | FN    | Egyéb |   |      |     |    |
| --------------------------------------------------------------------------- | ---------------------------- | ------------ | ----- | ------------------ | --------- | --------- | ---- | ----- | ----- | ---- | --- | ----- | ---- | ----- | ----- | ---- | ---- | ----- | ----- | - | ---- | --- | -- |
| A felmérés forrása                                                          | Adatfelvétel ideje           | Minta mérete | Ipsos | 2017. május 26-28. | 1127      | 0,5%      | 0,5% | 2%    | 11,5% | 3%   | 9%  | 9%    | 9%   | 29,5% | 29,5% | 22%  | 22%  | 22%   | Egyéb | – | 2,5% | 18% | 2% |
| Kantar Sofres Archiválva 2017. június 3-i dátummal a Wayback Machine-ben    | 2017. május 24-28.           | 2022         | 1%    | 1%                 | 2%        | 12%       | 3,5% | 8%    | 8%    | 1%   | 31% | –     | 18%  | 18%   | 1,5%  | 0,5% | 2,5% | 17%   | 2%    |   |      |     |    |
| Harris Archiválva 2017. július 18-i dátummal a Wayback Machine-ben          | 2017. május 23-26.           | 905          | 2%    | 2%                 | 2%        | 14%       | 3%   | 7%    | 7%    | –    | 31% | 31%   | 18%  | 18%   | –     | –    | 3%   | 19%   | 1%    |   |      |     |    |
| OpinionWay                                                                  | 2017. május 23-24.           | 2103         | 1%    | 1%                 | 2%        | 15%       | 10%  | 10%   | 10%   | –    | 28% | –     | 20%  | 20%   | 2%    | –    | –    | 19%   | 3%    |   |      |     |    |
| Elabe                                                                       | 2017. május 23-24.           | 1011         | 0,5%  | 0,5%               | 2%        | 12%       | 2,5% | 6,5%  | 6,5%  | –    | 33% | 33%   | 20%  | 20%   | –     | –    | 1,5% | 19%   | 3%    |   |      |     |    |
| Ifop-Fiducial                                                               | 2017. május 18-19.           | 950          | 0,5%  | 0,5%               | 1,5%      | 15%       | 2,5% | 7%    | –     | –    | 31% | 31%   | 19%  | 19%   | –     | –    | 2,5% | 18%   | 3%    |   |      |     |    |
| Harris                                                                      | 2017. május 16-18.           | 940          | 1%    | 1%                 | 2%        | 16%       | 3%   | 6%    | 6%    | –    | 32% | 32%   | 18%  | 18%   | –     | –    | 3%   | 19%   | –     |   |      |     |    |
| OpinionWay                                                                  | 2017. május 16-18.           | 1997         | 1%    | 1%                 | 2%        | 14%       | 11%  | 11%   | 11%   | –    | 27% | –     | 20%  | 20%   | 2%    | –    | –    | 20%   | 3%    |   |      |     |    |
| Harris                                                                      | 2017. május 15-17.           | 4598         | 1%    | 1%                 | 2%        | 15%       | 3%   | 6%    | 6%    | –    | 32% | 32%   | 19%  | 19%   | –     | –    | 3%   | 19%   | –     |   |      |     |    |
| Harris                                                                      | 2017. május 9-11.            | 941          | 2%    | 2%                 | 2%        | 14%       | 3%   | 7%    | 7%    | –    | 29% | 29%   | 20%  | 20%   | –     | –    | 3%   | 20%   | –     |   |      |     |    |
| Harris                                                                      | 2017. május 7.               | 2376         | 1%    | 1%                 | 2%        | 13%       | 3%   | 8%    | 8%    | –    | 26% | 26%   | 22%  | 22%   | –     | –    | 3%   | 22%   | –     |   |      |     |    |
| Kantar Sofres Archiválva 2020. augusztus 9-i dátummal a Wayback Machine-ben | 2017. május 4-5.             | 1507         | 2%    | 2%                 | 1%        | 15%       | 3,5% | 9%    | –     | –    | 24% | 24%   | 22%  | 22%   | –     | –    | 2,5% | 21%   | –     |   |      |     |    |
| Ifop-Fiducial                                                               | 2017. május 4-5.             | 1405         | 1%    | 1%                 | 2%        | 16%       | 3%   | 9%    | –     | –    | 22% | 22%   | 2,5% | 20%   | –     | –    | 1,5% | 20%   | 3%    |   |      |     |    |
| OpinionWay                                                                  | 2017. április 24. - május 1. | 5032         | 1%    | 1%                 | 10%       | 10%       | 13%  | 13%   | –     | –    | 26% | –     | 24%  | 24%   | 3%    | –    | –    | 19%   | 4%    |   |      |     |    |
|                                                                             |                              |              |       |                    |           |           |      |       |       |      |     |       |      |       |       |      |      |       |       |   |      |     |    |
| Törvényhozási választások                                                   | 2012. június 10.             |              | 0,5%  | 0,3%               | 6,9% (FG) | 6,9% (FG) | 5,5% | 29,4% | 1,7%  | 3,4% | –   | 1,8%  | 4,0% | 27,1% | 2,9%  | –    | 0,6% | 13,6% | 2,4%  |   |      |     |    |
|                                                                             |                              |              |       |                    |           |           |      |       |       |      |     |       |      |       |       |      |      |       |       |   |      |     |    |

### Mandátum-előrejelzések az első forduló előtt
| A felmérés forrása | Adatfelvétel ideje           | Minta mérete | UDI                                                                      | PCF                | PS    | PRG   | DVG   | EELV  | REM     | MoDem   | LR      | UD      | DVD     | FN      | DLF     | Egyéb   |       |       |      |
| --- | ---------------------------- | ------------ | ------------------------------------------------------------------------ | ------------------ | ----- | ----- | ----- | ----- | ------- | ------- | ------- | ------- | ------- | ------- | ------- | ------- | ----- | ----- | ---- |
| A felmérés forrása | Adatfelvétel ideje           | Minta mérete | Kantar Sofres Archiválva 2017. június 3-i dátummal a Wayback Machine-ben | 2017. május 24-28. | 2022  | 20–30 | 20–30 | 40–50 | 40–50   | 40–50   | 40–50   | 320–350 | 320–350 | 140–155 | 140–155 | 140–155 | 10–15 | 10–15 | 5–10 |
| OpinionWay* | 2017. május 23-24.           | 2103         | 25–30                                                                    | 25–30              | 25–30 | 25–30 | 25–30 | 25–30 | 310–330 | 310–330 | 140–160 | 140–160 | 140–160 | 10–15   | 10–15   | –       |       |       |      |
| OpinionWay* | 2017. május 16-18.           | 1997         | 20–25                                                                    | 20–25              | 40–50 | 40–50 | 40–50 | 40–50 | 280–300 | 280–300 | 150–170 | 150–170 | 150–170 | 10–15   | 10–15   | –       |       |       |      |
| OpinionWay* | 2017. április 24. - május 1. | 5032         | 6–8                                                                      | 6–8                | 28–43 | 28–43 | 28–43 | 28–43 | 249–286 | 249–286 | 200–210 | 200–210 | 200–210 | 15–25   | 15–25   | –       |       |       |      |
| |                              |              |                                                                          |                    |       |       |       |       |         |         |         |         |         |         |         |         |       |       |      |
| 2012-es törvényhozási választások | 2012. június 17.             |              | 10 (FG)                                                                  | 10 (FG)            | 280   | 12    | 22    | 17    | –       | 2       | 194     | 20      | 13      | 2       | 2       | 3       |       |       |      |
| |                              |              |                                                                          |                    |       |       |       |       |         |         |         |         |         |         |         |         |       |       |      |
| * Az 577-ből 535 választókerületre (csak az európai Franciaországban; nincsenek benne Korzika, a tengerentúli területek és a külföldön élő franciák); lásd: A francia közvélemény-kutatási bizottság tájékoztatója PDF (franciául) |                              |              |                                                                          |                    |       |       |       |       |         |         |         |         |         |         |         |         |       |       |      |

## Eredmények

### Választási térképek

Részvétel az első fordulóban választókerületenként
Az első fordulóban nyertes jelöltek párthovatartozása településenként

A két forduló nyerteseinek összehasonlítása párthovatartozás szerint

Az 1. forduló nyertesei

A 2. forduló nyertesei

|  |

### Adatok
| | |                               |                               |                                  |                                  |                |
| | | Első forduló 2017. június 11. | Első forduló 2017. június 11. | Második forduló 2017. június 18. | Második forduló 2017. június 18. |                |
| | |                               |                               |                                  |                                  |                |
| | | Száma                         | Aránya (%)                    | Száma                            | Aránya (%)                       |                |
| Választásra jogosultak | Választásra jogosultak                                                                                         | 47 570 988                    | 100,00                        | 47 292 967                       | 100,00                           |                |
| Távolmaradók | Távolmaradók                                                                                                   | 24 403 480                    | 51,30                         | 27 125 535                       | 57,36                            |                |
| Résztvevők | Résztvevők | 23 167 508                    | 48,70                         | 20 167 432                       | 42,64                            |                |
| | |                               | a résztvevők arányában (%)    |                                  | a résztvevők arányában (%)       |                |
| Üres szavazólapok | Üres szavazólapok                                                                                              | 357 018                       | 1,54                          | 1 397 496                        | 6,93                             |                |
| Érvénytelen szavazatok | Érvénytelen szavazatok                                                                                         | 156 326                       | 0,67                          | 593 159                          | 2,94                             |                |
| Érvényes szavazatok | Érvényes szavazatok                                                                                            | 22 654 164                    | 97,78                         | 18 176 777                       | 90,13                            |                |
| | |                               |                               |                                  |                                  |                |
| Politikai pártok, pártszövetségek, csoportok | Politikai pártok, pártszövetségek, csoportok                                                                   | Szavazatok                    | Szavazatok                    | Szavazatok                       | Szavazatok                       | Mandátumok (1) |
| Politikai pártok, pártszövetségek, csoportok | Politikai pártok, pártszövetségek, csoportok                                                                   | száma                         | aránya (%)                    | száma                            | aránya (%)                       | Mandátumok (1) |
| | |                               |                               |                                  |                                  |                |
| | A Köztársaság Lendületben                                                                                      | 6 391 269                     | 28,21                         | 7 826 432                        | 43,06                            | 308 (303)      |
| | Republikánus Párt                                                                                              | 3 573 427                     | 15,77                         | 4 040 016                        | 22,23                            | 112            |
| | MoDem | 932 227                       | 4,12                          | 1 100 790                        | 6,06                             | 42 (45)        |
| | Szocialista Párt                                                                                               | 1 685 677                     | 7,44                          | 1 032 985                        | 5,68                             | 30             |
| | Demokraták és Függetlenek Uniója                                                                               | 687 225                       | 3,03                          | 551 760                          | 3,04                             | 18             |
| | Engedetlen Franciaország                                                                                       | 2 497 622                     | 11,03                         | 883 786                          | 4,86                             | 17             |
| | Vegyes baloldali                                                                                               | 362 281                       | 1,60                          | 263 619                          | 1,45                             | 12 (13)        |
| | Francia Kommunista Párt                                                                                        | 615 487                       | 2,72                          | 217 833                          | 1,20                             | 10             |
| | Nemzeti Front                                                                                                  | 2 990 454                     | 13,20                         | 1 590 858                        | 8,75                             | 8              |
| | Vegyes jobboldali                                                                                              | 625 345                       | 2,76                          | 306 240                          | 1,68                             | 6 (7)          |
| | Regionális pártok (Korzikai Változás, A Nép Szolgája (Francia Polinézia), Martinique-i Függetlenségi Mozgalom) | 204 049                       | 0,90                          | 137 453                          | 0,76                             | 5              |
| | Független | 500 309                       | 2,21                          | 100 574                          | 0,55                             | 3              |
| | Baloldali Radikális Párt                                                                                       | 106 311                       | 0,47                          | 64 860                           | 0,36                             | 3              |
| | Környezetvédők                                                                                                 | 973 527                       | 4,30                          | 23 197                           | 0,13                             | 1              |
| | Szélsőjobboldal                                                                                                | 68 320                        | 0,30                          | 19 030                           | 0,10                             | 1              |
| | Talpra Franciaország!                                                                                          | 265 420                       | 1,17                          | 17 344                           | 0,10                             | 1              |
| | Szélsőbaloldal                                                                                                 | 175 214                       | 0,77                          | 0                                | 0                                | 0              |
| Forrás: Belügyminisztérium – Egész Franciaország (franciául) (1) Zárójelben azok száma áll, akik a Nemzetgyűlés hivatalában 2017. június 19-ig az adott politikai párthoz való tartozásukat bejelentették. Forrás: Liste des députés élus à l'issue des deux tours les 11 et 18 juin 2017 – Assemblee-nationale.fr (elérés: 2017. június 20.) (franciául) | |                               |                               |                                  |                                  |                |